# Microphorella longitarsis
Microphorella longitarsis är en tvåvingeart som beskrevs av Axel Leonard Melander 1927. Microphorella longitarsis ingår i släktet Microphorella och familjen styltflugor.
Artens utbredningsområde är Idaho. Inga underarter finns listade i Catalogue of Life.